# Taenia asiatica
Taenia asiatica é uma espécie de Cestodeo da família Taeniidae. Pode ser encontrada na Ásia e infecta porcos e humanos.